# El Peric
El Peric és una masia del municipi de Rajadell (Bages) inclosa en l'Inventari del Patrimoni Arquitectònic de Catalunya.
S'hi va des de la carretera N-141g (d'Aguilar de Segarra a Rajadell). Al punt quilomètric 8 (41° 44′ 04″ N, 1° 41′ 35″ E / 41.734428°N,1.692958°E) surt una pista en direcció nord que hi mena amb uns 350 metres. El pas està barrat als 200 metres.

## Descripció
Masia de tipus clàssic amb galeries que deixen entreveure la seva estructura original. La masia és de planta quadrada, coberta a dos vessants i amb el carener perpendicular a la façana, orientada a migdia. Al cos central s'afegeix paral·lelament a migdia un annex de planta rectangular, coberta a doble vessant i amb el carener perpendicular. Les galeries s'obren al pis superior amb una balconada amb quatre arcs apuntats.

## Història
La masia del Peric era coneguda al segle xvi amb el nom de "Carcoler": juntament amb can Viladés i altres era al peu del camí ral que anava de Calaf a Manresa i per la casa passava també un camí ramader que anava a Fals i a Monistrolet; aquest camí era freqüentat per bandolers al segle xvi i es podia portar armes. L'any 1623 la masia "El Peric" dita aleshores "Lo Carcoler" tenia 5 habitants.